# Рекреаційна географія
Рекреаці́йна геогра́фія — галузь географічної науки, яка вивчає закономірності формування, функціонування і поширення територіальних рекреаційних систем, що складаються з природних і культурних комплексів, інженерних споруд, які використовуються для рекреації, а також із обслуговчого персоналу, органу управління та рекреантів.

## Етапи розвитку
- Перші розробки відносно рекреаційної проблематики з'явились у 1970-х роках. Ініціаторами стали Мінц, Твердохлєбов, Мироненко.
- На першому етапі розвитку вели облік та оцінювали рекреаційні ресурси в межах Радянського Союзу.
- На другому етапі вивчали рекреаційну діяльність, як вид людської діяльності і розроблялась проблема класифікації та територіальної організації рекреаційної діяльності.
- 1989–1995 роки рекреаційна діяльність перебуває у значенні міждисциплінарного об'єкта досліджень. В цей час розробляються теоретичні основи рекреаційної діяльності в окрему наукову галузь — рекреалогію.
- 1995–1997 роки. В рекреаційній географії стають пріоритетними є дослідження поведінки людей у рекреаційному просторі, як в цілому світі, так і на конкретній території, в конкретному соціокультурному оточенні.

## Об'єкт, предмет і суб'єкт досліджень
Об'єктом дослідження в різні часи були:
- Рекреаційні ресурси;
- Рекреаційна діяльність;
- Рекреаційні системи (які згодом перейшли у ТРС);

Сучасним предметом дослідження рекреаційної географії є: Закономірності, принципи розвитку і розміщення рекреаційних систем від найменших до найбільших рекреаційних кластерів, якими є рекреаційні господарства різних країн.
Типи рекреаційних ресурсів:
- Природні — кліматичні (Французька Рив'єра, Південне узбережжя Криму), гідрологічні (Трускавець, Гідропарк), ландшафтні (Йосеміті, Канівські гори).
- Біо-антропогенні — національні парки (Єллоустоун, Святі гори), заказники, заповідники (Асканія-Нова), зоопарки (Дрезденський, Київський), ботанічні сади (К'ю, Чернівецький), дендропарки (Грейфсвальдський, Софіївка).
- Історико-культурні — архітектурні пам'ятки (Акрополь, Хотинська фортеця), музеї (Лувр, Харківський музей природи), пам'ятники, релігійні центри (Потала, Почаївська Успенська лавра).
- Соціально-економічні — санаторії, готелі, ресторани, транспорт, спортивно-оздоровчі заклади, сфера послуг тощо.

Суб'єктами виступають:
Рекреанти та рекреатори (обслуговчий персонал для рекреантів).

## Завдання
Основні цільові завдання досліджень рекреаційної географії:
- Вивчення ролі та місця рекреаційної системи;
- Аналіз закономірних принципів і факторів розвитку рекреаційної діяльності в ТРС;
- Комплексний аналіз рекреаційних ресурсів, їх оцінка;
- Аналіз основних потоків за видами і формами рекреаційної діяльності;
- Характеристика рекреаційної діяльності за організаційно-економічними формами;
- Аналіз проблем та перспектив розвитку рекреаційної системи;

## Підрозділи
До спеціалізованих наук рекреаційної географії належать:
- Рекреаційне краєзнавство;
- Рекреаційний туризм;
- Рекреаційна картографія;
- Рекреаційна геоглобалістика;